# Hugo Cuypers
 (avril 2025).
Hugo Cuypers, né le 7 février 1997 à Liège en Belgique, est un footballeur belge qui joue au poste d'attaquant au Fire de Chicago en MLS.

## Biographie

### En club

#### Jeunesse et formation
Hugo Cuypers grandit à Fexhe-le-Haut-Clocher. Il effectue sa formation avec le FC De Zwaluw Vechmaal, l’Excelsior Veldwezelt et le CS Visé. 
En 2014, il rejoint le Standard de Liège, où il compte 31 buts et 13 passes décisives lors de sa première saison chez les U19. Cela lui vaut un contrat professionnel de deux ans en 2015.

#### Standard de Liège et prêt à Seraing
Le 3 avril 2016, Hugo Cuypers fait ses débuts officiels au Standard de Liège sous la direction de l’entraîneur Yannick Ferrera. Le jeune attaquant entre en jeu au cours du match de Play-off 2 contre Waasland-Beveren, après 83 minutes de jeu, pour remplacer Renaud Emond. Ces quelques minutes seront les seules avec l'équipe première du Standard.
Peu de temps après, Cuypers est prêté au RFC Seraing en division 1 amateur. Là, il marque six buts en dix-neuf matchs lors de sa première saison.

#### Ergotelis Héraklion
Lors de l’été 2017, le Standard laisse partir le jeune attaquant pour la deuxième division grecque, avec le club du GC Ergotelis. Après 28 rencontres de championnat et deux matches de Coupe, son compteur s’élève à 22 buts. Cuypers ainsi couronné vice-meilleur buteur de la compétition. La saison suivante, cependant, il ne joue plus et est écarté du noyau car le club veut absolument le transférer à l'AEK Athènes alors que le joueur a opté pour l’Olympiakós, où il a signé librement un contrat de quatre ans.

#### Olympiakós avec prêt à Ajaccio
Lors de l’été 2019, Cuypers rejoint enfin l’Olympiakós, qui le prête immédiatement à un club de deuxième division française, l’AC Ajaccio. A la fin de son prêt, Cuypers revient à au Pirée en préparation de la saison 2020-2021, malgré le très fort intérêt du KV Malines. Le 13 décembre 2020, il marque son premier but pour le club en tant que remplaçant lors d'une victoire 0-6 contre le PAS Lamia. Cuypers  marque le cinquième but de la rencontre. 
En avril 2021, il est couronné champion national avec l’Olympiakós.

#### KV Malines
En juin 2021, il signe un contrat de quatre saisons, avec une option pour une saison supplémentaire, au KV Malines pour un transfert de 750 000 euros. Il inscrit 13 buts et réalise 10 passes décisives avec le Malinwa lors de la saison 2021-2022.

#### La Gantoise
Il ne reste toutefois qu'une seule saison à Malines. Remarqué pour ses bonnes prestations, il est transféré le 1er juillet 2022 à La Gantoise pour un montant de 4 millions d'euros. Il marque son premier but contre Saint-Trond VV, le 30 juillet 2022. À l'issue de la saison 2022-2023, il termine meilleur buteur avec 27 buts. Il inscrit aussi 6 buts en Conférence League et un en coupe de Belgique. Lors de la saison 2023-2024, il s'illustre principalement en Conférence League où il inscrit 10 buts et réalise 4 assists en 11 matches.

#### Fire de Chicago
Lors de la trève hivernale 2023-2024, il signe un contrat jusqu'en 2026 avec le Fire de Chicago, avec une option pour une saison supplémentaire. Peu après, le club de l'Illinois annonce ce transfert comme le plus cher de son histoire sur les réseaux sociaux et Cuypers hérite du statut de « joueur désigné », qui permet aux clubs de la ligue nord-américaine une exception au plafond salarial imposé en MLS.

### En sélections nationales
En mars 2016, il inscrit un but avec l'équipe de Belgique des moins de 19 ans, contre la Bulgarie. Ce match gagné 1-0 rentre dans le cadre des éliminatoires du championnat d'Europe des moins de 19 ans 2016.
Meilleur buteur à l'issue de la saison 2022-2023, Cuypers est pressenti par de nombreux observateurs dans la sélection de Domenico Tedesco en prévision des rencontres éliminatoires du Championnat d'Europe 2024,. Il n'est néanmoins pas appelé.

## Statistiques

### En club
| Saison                | Club                  | Championnat           | Championnat | Championnat | Championnat | Coupe(s) nationale(s) | Coupe(s) nationale(s) | Coupe(s) nationale(s) | Supercoupe | Supercoupe | Supercoupe | Compétition(s) continentale(s) | Compétition(s) continentale(s) | Compétition(s) continentale(s) | Compétition(s) continentale(s) | Autres compétitions | Autres compétitions | Autres compétitions | Autres compétitions | Total | Total | Total |
| Saison                | Club                  | Division              | M.          | B.          | P.d.        | M.                    | B.                    | P.d.                  | M.         | B.         | P.d.       | Comp.                          | M.                             | B.                             | P.d.                           | Comp.               | M.                  | B.                  | P.d.                | M.    | B.    | P.d.  |
| 2015-2016             | Standard de Liège     | Division 1            | -           | -           | -           | -                     | -                     | -                     | -          | -          | -          | C3                             | -                              | -                              | -                              | PO2                 | 1                   | 0                   | 0                   | 1     | 0     | 0     |
| 2016-2017             | RFC Seraing (prêt)    | Division 1 Amateur    | 19          | 6           | 0           | -                     | -                     | -                     | -          | -          | -          | -                              | -                              | -                              | -                              | -                   | -                   | -                   | -                   | 19    | 6     | 0     |
| 2017-2018             | Ergotelis Héraklion   | Football League       | 28          | 22          | 3           | 2                     | 0                     | 0                     | -          | -          | -          | -                              | -                              | -                              | -                              | -                   | -                   | -                   | -                   | 30    | 22    | 3     |
| 2019-2020             | AC Ajaccio (prêt)     | Ligue 2               | 22          | 5           | 5           | 1                     | 0                     | 1                     | -          | -          | -          | -                              | -                              | -                              | -                              | -                   | -                   | -                   | -                   | 23    | 5     | 6     |
| 2020-2021             | Olympiakós            | Super League          | 6           | 1           | 0           | 4                     | 1                     | 2                     | -          | -          | -          | -                              | -                              | -                              | -                              | PO                  | 4                   | 0                   | 0                   | 14    | 2     | 2     |
| 2021-2022             | KV Malines            | Division 1A           | 29          | 13          | 8           | 2                     | 0                     | 0                     | -          | -          | -          | -                              | -                              | -                              | -                              | PO2                 | 5                   | 0                   | 2                   | 36    | 13    | 10    |
| 2022-2023             | KAA La Gantoise       | Division 1A           | 33          | 20          | 4           | 3                     | 1                     | 1                     | 1          | 0          | 0          | C3+C4                          | 2+11                           | 0+6                            | 0+0                            | PO2                 | 6                   | 7                   | 4                   | 56    | 34    | 9     |
| 2023-2024             | KAA La Gantoise       | Division 1A           | 20          | 6           | 2           | 3                     | 1                     | 0                     | -          | -          | -          | C4                             | 11                             | 10                             | 4                              | -                   | -                   | -                   | -                   | 34    | 17    | 6     |
| Sous-total            | Sous-total            | Sous-total            | 53          | 26          | 6           | 6                     | 2                     | 1                     | 1          | 0          | 0          | -                              | 24                             | 16                             | 4                              | -                   | 6                   | 7                   | 4                   | 90    | 51    | 15    |
| 2024                  | Fire de Chicago       | MLS                   | 31          | 10          | 2           | -                     | -                     | -                     | -          | -          | -          | LCup                           | -                              | -                              | -                              | -                   | -                   | -                   | -                   | 31    | 10    | 2     |
| 2025                  | Fire de Chicago       | MLS                   | 25          | 15          | 1           | 3                     | 2                     | 1                     | -          | -          | -          | -                              | -                              | -                              | -                              | -                   | -                   | -                   | -                   | 28    | 17    | 2     |
| Sous-total            | Sous-total            | Sous-total            | 56          | 25          | 3           | 3                     | 2                     | 1                     | -          | -          | -          | -                              | -                              | -                              | -                              | -                   | -                   | -                   | -                   | 59    | 27    | 4     |
| Total sur la carrière | Total sur la carrière | Total sur la carrière | 213         | 98          | 25          | 18                    | 5                     | 5                     | 1          | 0          | 0          | -                              | 24                             | 16                             | 4                              | -                   | 16                  | 7                   | 6                   | 272   | 126   | 40    |

## Palmarès

### En club
|  |  | Olympiakós - Championnat de Grèce (1) : - Champion : 2021. |  | KAA La Gantoise - Supercoupe de Belgique : - Finaliste : 2022. |

### Distinctions individuelles
- Élu meilleur joueur étranger de la Football League (D2 grecque) lors de la saison 2017-2018.
- Meilleur buteur du championnat de Belgique en 2023 (27 buts).